# Пиридоксин
Пиридоксин е форма на витамин B6, която е често срещана в храната и се използва като хранителна добавка. Като добавка, той се използва за лечение и превенция на сидеробластна анемия, някои метаболически нарушения, проблеми от изониазид и определени видове отравяне с гъби. Приема се перорално или чрез инжекция.

## Механизъм
Пиридоксинът е част от групата на витамин B Той е нужен на тялото за образуване аминокиселини, въглехидрати и липиди. Участва и в образуването на еритроцити. Набавя се например чрез плодове, зеленчуци и зърнени продукти. Ежедневната нужда от витамин В6 при възрастен е 1,1 – 1,5 mg, за бременни и кърмещи жени – 2 – 2,2 mg, за деца в първата година от живота си – 0,3 – 0,6 mg.

## Странични ефекти
Обикновено се приема добре от организма. Редките странични ефекти включват главоболие, скованост и сънливост. Нормалните дози са безопасни по време на бременност и кърмене. При продължителна употреба в големи дози се наблюдава намаляване на съдържанието на протеини в мускулната тъкан и вътрешните органи. В началото могат да се появят кожни обриви, помътняване на съзнанието и замаяност, могат да се появят конвулсии.

## История
Пиридоксинът е открит през 1934 г., изолиран е през 1938 г. и е синтезиран през 1939 г. Той е присъства в списъка със съществени лекарства на Световната здравна организация, описващ най-ефективните и най-безопасни лекарства в здравеопазването. Пиридоксинът е широко разпространена добавка, която се продава без рецепта. В някои държави се добавя към зърнените закуски.